# جانگیو
جانگیو (به لاتین: Jangyu) یک منطقهٔ مسکونی در کره جنوبی است که در گیم‌هااه واقع شده‌است. جانگیو ۵۴٫۶ کیلومتر مربع مساحت و ۱۲۳٬۸۶۷ نفر جمعیت دارد.